# Liste der Nummer-eins-Hits in den britischen Charts (1954)
Diese Liste enthält alle 12 Nummer-eins-Hits in den britischen Charts des Jahres 1954. Sie waren die Spitzenreiter der wöchentlichen Top 20 der britischen Musikzeitschrift New Musical Express. Mit der Chart-Ausgabe vom 1. Oktober 1954 begann der NME, statt der Top 20 eine Top-25-Hitparade zu veröffentlichen.
| ← 1953 ← | Liste der Nummer-eins-Hits in den britischen Charts | Liste der Nummer-eins-Hits in den britischen Charts                          | Liste der Nummer-eins-Hits in den britischen Charts | 1955 → |
| \| Zeitraum \| Wo. ges. \| Interpret \| Titel Autor(en) \| Zusätzliche Informationen \| \| (Zeitraum, Wochen auf Platz eins, Interpret, Titel, Autor[en], zusätzliche Informationen) \| \| \| \| \| \| ----------------------------------------------------------------------------------------- \| -------- \| ---------------------------------------------------------------------------- \| --------------------------------------------------------------------------------------------------------------------------------------------------------------------------------------------------------------------------- \| -------------------------------------------------------------------------------------------------------------------------------------------------------------------------------------------------------------------------------------------------------------------------------------------------------------------------------------------------------------------------------------------------------- \| \| 1. Januar 1954 – 7. Januar 1954 1 Woche (insgesamt 8) \| 8 \| Frankie Laine (with Paul Weston & His Orchestra and the Norman Luboff Choir) \| Answer Me[1] Musik: Gerhard Winkler; Originaltext: Fred Rauch; englischer Text: Carl Sigman \| - \| \| 8. Januar 1954 – 11. März 1954 9 Wochen \| 9 \| Eddie Calvert (with Norrie Paramor & His Orchestra) \| Oh, mein Papa[2] Paul Burkhard \| - \| \| 12. März 1954 – 15. April 1954 5 Wochen (insgesamt 6) \| 6 \| The Stargazers (with Syd Dean and His Orchestra) \| I See the Moon[3] Meredith Wilson \| - \| \| 16. April 1954 – 22. April 1954 1 Woche (insgesamt 9) \| 9 \| Doris Day \| Secret Love[4] Paul Francis Webster, Sammy Fain \| Das Lied stammt aus dem Film Calamity Jane mit Doris Day in der Titelrolle. \| \| 23. April 1954 – 29. April 1954 1 Woche (insgesamt 6) \| 6 \| The Stargazers (with Syd Dean and His Orchestra) \| I See the Moon Meredith Wilson \| - \| \| 30. April 1954 – 6. Mai 1954 1 Woche \| 1 \| Johnnie Ray \| Such a Night[5] Lincoln Chase \| Die BBC fand die Atemgeräusche von Johnnie Ray zu anzüglich und vielsagend und weigerte sich deshalb, die Single zu spielen.[6] Was dem Erfolg keinen Abbruch tat. Clyde McPhatter und die Drifters hatten damit in den USA einen Nummer-2-Hit in den R&B-Charts.[7] In den US-Popcharts kam Johnnie Rays Version nur auf Platz 19, in England war es seine erste Spitzenplatzierung nach 3 Top-10-Hits. \| \| 7. Mai 1954 – 1. Juli 1954 8 Wochen (insgesamt 9) \| 9 \| Doris Day \| Secret Love Paul Francis Webster, Sammy Fain \| - \| \| 2. Juli 1954 – 9. September 1954 10 Wochen \| 10 \| David Whitfield (with Mantovani, His Orchestra and Chorus) \| Cara mia[8] Lee Lange, Tulio Trapini \| - \| \| 10. September 1954 – 16. September 1954 1 Woche \| 1 \| Kitty Kallen \| Little Things Mean a Lot[9] Carl Stutz, Edith Lindeman \| - \| \| 17. September 1954 – 7. Oktober 1954 3 Wochen \| 3 \| Frank Sinatra \| Three Coins in the Fountain[10] Jule Styne, Sammy Cahn \| - \| \| 8. Oktober 1954 – 4. November 1954 4 Wochen (insgesamt 5) \| 5 \| Don Cornell \| Hold My Hand[11] Jack Lawrence, Richard Myers \| - \| \| 5. November 1954 – 18. November 1954 2 Wochen \| 2 \| Vera Lynn and Frank Weir and His Saxophone with His Chorus and Orchestra \| My Son, My Son[12] Bob Howard, Eddie Calvert, Melville Farley \| - \| \| 19. November 1954 – 25. November 1954 1 Woche (insgesamt 5) \| 5 \| Don Cornell \| Hold My Hand Jack Lawrence, Richard Myers \| - \| \| 26. November 1954 – 2. Dezember 1954 1 Woche \| 1 \| Rosemary Clooney \| This Ole House[13] Stuart Hamblen \| - \| \| 3. Dezember 1954 – 6. Januar 1955 5 Wochen \| 5 \| Winifred Atwell \| Let’s Have Another Party[14] Nat D. Ayer, Clifford Grey, James W. Tate, Ray Henderson, Mort Dison, Albert Fitz, William Penn, Gus Cahn, Walter Donaldson, Leslie Stuart, Harry Armstrong, Ted Snyder, Leo Wood, Harry Woods \| Weihnachts-Nummer-eins-Hit des Jahres 1954 \| |                                                     |                                                                              | | |
| ← 1953 |                                                     |                                                                              | | → 1955 → |
| Zeitraum | Wo. ges.                                            | Interpret                                                                    | Titel Autor(en) | Zusätzliche Informationen |
| (Zeitraum, Wochen auf Platz eins, Interpret, Titel, Autor[en], zusätzliche Informationen) |                                                     |                                                                              | | |
| 1. Januar 1954 – 7. Januar 1954 1 Woche (insgesamt 8) | 8                                                   | Frankie Laine (with Paul Weston & His Orchestra and the Norman Luboff Choir) | Answer Me Musik: Gerhard Winkler; Originaltext: Fred Rauch; englischer Text: Carl Sigman | - |
| 8. Januar 1954 – 11. März 1954 9 Wochen | 9                                                   | Eddie Calvert (with Norrie Paramor & His Orchestra)                          | Oh, mein Papa Paul Burkhard | - |
| 12. März 1954 – 15. April 1954 5 Wochen (insgesamt 6) | 6                                                   | The Stargazers (with Syd Dean and His Orchestra)                             | I See the Moon Meredith Wilson | - |
| 16. April 1954 – 22. April 1954 1 Woche (insgesamt 9) | 9                                                   | Doris Day                                                                    | Secret Love Paul Francis Webster, Sammy Fain | Das Lied stammt aus dem Film Calamity Jane mit Doris Day in der Titelrolle. |
| 23. April 1954 – 29. April 1954 1 Woche (insgesamt 6) | 6                                                   | The Stargazers (with Syd Dean and His Orchestra)                             | I See the Moon Meredith Wilson | - |
| 30. April 1954 – 6. Mai 1954 1 Woche | 1                                                   | Johnnie Ray                                                                  | Such a Night Lincoln Chase | Die BBC fand die Atemgeräusche von Johnnie Ray zu anzüglich und vielsagend und weigerte sich deshalb, die Single zu spielen. Was dem Erfolg keinen Abbruch tat. Clyde McPhatter und die Drifters hatten damit in den USA einen Nummer-2-Hit in den R&B-Charts. In den US-Popcharts kam Johnnie Rays Version nur auf Platz 19, in England war es seine erste Spitzenplatzierung nach 3 Top-10-Hits. |
| 7. Mai 1954 – 1. Juli 1954 8 Wochen (insgesamt 9) | 9                                                   | Doris Day                                                                    | Secret Love Paul Francis Webster, Sammy Fain | - |
| 2. Juli 1954 – 9. September 1954 10 Wochen | 10                                                  | David Whitfield (with Mantovani, His Orchestra and Chorus)                   | Cara mia Lee Lange, Tulio Trapini | - |
| 10. September 1954 – 16. September 1954 1 Woche | 1                                                   | Kitty Kallen                                                                 | Little Things Mean a Lot Carl Stutz, Edith Lindeman | - |
| 17. September 1954 – 7. Oktober 1954 3 Wochen | 3                                                   | Frank Sinatra                                                                | Three Coins in the Fountain Jule Styne, Sammy Cahn | - |
| 8. Oktober 1954 – 4. November 1954 4 Wochen (insgesamt 5) | 5                                                   | Don Cornell                                                                  | Hold My Hand Jack Lawrence, Richard Myers | - |
| 5. November 1954 – 18. November 1954 2 Wochen | 2                                                   | Vera Lynn and Frank Weir and His Saxophone with His Chorus and Orchestra     | My Son, My Son Bob Howard, Eddie Calvert, Melville Farley | - |
| 19. November 1954 – 25. November 1954 1 Woche (insgesamt 5) | 5                                                   | Don Cornell                                                                  | Hold My Hand Jack Lawrence, Richard Myers | - |
| 26. November 1954 – 2. Dezember 1954 1 Woche | 1                                                   | Rosemary Clooney                                                             | This Ole House Stuart Hamblen | - |
| 3. Dezember 1954 – 6. Januar 1955 5 Wochen | 5                                                   | Winifred Atwell                                                              | Let’s Have Another Party Nat D. Ayer, Clifford Grey, James W. Tate, Ray Henderson, Mort Dison, Albert Fitz, William Penn, Gus Cahn, Walter Donaldson, Leslie Stuart, Harry Armstrong, Ted Snyder, Leo Wood, Harry Woods | Weihnachts-Nummer-eins-Hit des Jahres 1954 |

* Die Daten orientieren sich am Ausgabedatum des NME (jeweils freitags)

## Jahreshitparade
| ← 1953 | Singlehits des Jahres in den britischen Charts | Singlehits des Jahres in den britischen Charts | Singlehits des Jahres in den britischen Charts | 1955 → |

| Platz | Platz | Interpret                                                  | Interpret                                                  | Titel Autor(en) |
| ----- | ----- | ---------------------------------------------------------- | ---------------------------------------------------------- | --- |
| 1     | 1     | Doris Day                                                  | Doris Day                                                  | Secret Love Paul Francis Webster, Sammy Fain |
| 2     | 2     | David Whitfield (with Mantovani, His Orchestra and Chorus) | David Whitfield (with Mantovani, His Orchestra and Chorus) | Cara mia Lee Lange, Tulio Trapini |
| 3     | 3     | Eddie Calvert (with Norrie Paramor & His Orchestra)        | Eddie Calvert (with Norrie Paramor & His Orchestra)        | Oh, mein Papa Paul Burkhard |
| 4     | 4     | The Stargazers (with Syd Dean and His Orchestra)           | The Stargazers (with Syd Dean and His Orchestra)           | I See the Moon Meredith Wilson |
| 5     | 5     | Winifred Atwell                                            | Winifred Atwell                                            | Let’s Have Another Party Nat D. Ayer, Clifford Grey, James W. Tate, Ray Henderson, Mort Dison, Albert Fitz, William Penn, Gus Cahn, Walter Donaldson, Leslie Stuart, Harry Armstrong, Ted Snyder, Leo Wood, Harry Woods |
| 6     | 6     | Don Cornell                                                | Don Cornell                                                | Hold My Hand Jack Lawrence, Richard Myers |
| 7     | 7     | Frank Sinatra                                              | Frank Sinatra                                              | Three Coins in the Fountain Jule Styne, Sammy Cahn |
| 8     | 8     | Oberkirchen Children’s Choir                               | Oberkirchen Children’s Choir                               | Happy Wanderer Musik: Friedrich Wilhelm Möller; Text: Friedrich Sigismund |
| 9     | 9     | Johnnie Ray                                                | Johnnie Ray                                                | Such a Night Lincoln Chase |
| 10    | 10    | Rosemary Clooney                                           | Rosemary Clooney                                           | This Ole House Stuart Hamblen |

| ← 1953 |  |  |  | 1955 → |